# Schumowka (Kursk)
Schumowka (russisch Шумовка) ist ein Dorf (derewnja) in der Oblast Kursk in Russland. Es gehört zum Rajon Medwenka und zur Landgemeinde (selskoje posselenije) Kitajewski selsowjet.

## Geographie
Der Ort liegt gut 30 km Luftlinie südöstlich des Oblastverwaltungszentrums Kursk im südwestlichen Teil der Mittelrussischen Platte, 23 km nordöstlich des Rajonverwaltungszentrums Medwenka sowie 7,5 km vom Sitz des Dorfsowjet – 2. Kitajewka und 89 km von der Grenze zwischen Russland und der Ukraine entfernt am Torrente Dunajez (rechter Nebenfluss der Polnaja im Becken des Seim).

### Klima
Das Klima im Ort ist wie im Rest des Rajons kalt und gemäßigt. Es gibt während des Jahres eine erhebliche Niederschlagsmenge. Dfb lautet die Klassifikation des Klimas nach Köppen und Geiger.

## Bevölkerungsentwicklung
| Jahr | Einwohner |
| ---- | --------- |
| 2002 | 10        |
| 2010 | ▼6        |

Anmerkung: Volkszählungsdaten

## Verkehr
Schumowka liegt 22,5 km von der Fernstraße föderaler Bedeutung M2 „Krim“ (ein Teil der Europastraße E105), 7 km von der Straße interkommunaler Bedeutung 38N-236 (M2 „Krim“ – Polewaja), 4 km von der Straße 38N-237 (M2 „Krim“ – Polny – 38N-236), an der Straße 38N-248 (38N-237 – Schumowka mit Auffahrt nach Ljubimowka) und 12,5 km von der nächsten Eisenbahnhaltestelle 574 km (Eisenbahnstrecke Kljukwa – Belgorod) entfernt.
Der Ort liegt 94 km vom internationalen Flughafen von Belgorod entfernt.